# Підкарпатська жупа
48°28′00″ пн. ш. 22°41′00″ сх. д. / 48.466666666667° пн. ш. 22.683333333333° сх. д.
Підкарпатська жупа (іноді також Мукачівська жупа, чеськ. Podkarpatoruská župa) — одна із жуп, адміністративно-територіальних одиниць Підкарпатської Русі у складі Першої Чехословацької Республіки. Існувала у 1926—1928 роках і займала всю територію Підкарпатської Русі. Адміністративним центром було місто Мукачево.

## Історичний розвиток
Коли в першій половині 1919 року чехословацька армія окупувала більшу частину Підкарпатської Русі, 6 червня 1919 року була неофіційно оголошена військова диктатура під командуванням французького генерала на чехословацькій службі Едмона Геннока з метою консолідації сил під час відходу угорських комуністичних і румунських військ. Підкарпатська Русь поступово була розділена на чотири жупи, які були засновані на адміністративних одиницях, створених там Угорщиною. У 1921 році жупи були реорганізовані, і відтоді їх було три: Ужгородська, Березька і Мармароська. Такий стан проіснував до 1926 р., коли чехословацький уряд постановою № 84/1926 Зб. об'єднав усі ці три жупи в єдину Підкарпатську, яка була створена 1 липня 1926 р.
На відміну від існуючих жуп, які мав очолювати жупан (хоча насправді уряд призначав лише тимчасових жупанів), на чолі цієї адміністративно-територіальної одиниці був призначений власне жупан, яким став Лев Єх. Осідком повіту було Мукачево, де таким чином утворився другий владний центр краю, оскільки в Ужгороді продовжували проживати губернатор і намісник автономної Підкарпатської Русі.
Підкарпатська жупа проіснувала до 30 червня 1928 року. У той час Закон № 125/1927 Зб. жупське утворення в Словаччині та Підкарпатській Русі було скасовано й 1 липня 1928 р. замінено земським утворенням. У Чехії земська система була введена в кінці 1928 року.

## Географія
До Підкарпатського повіту входила вся територія Підкарпатської Русі, тобто крайня східна частина першої Чехословацької Республіки. На півночі та сході межувала з Польщею, на півдні з Румунією та Угорщиною. Лише на заході межувало зі словацьким Кошицькою жупою.

## Адміністративний поділ
У 1927 р. Підкарпатський повіт було поділено на 14 округ (Берегове, Великий Березний, Хуст, Іршава, Мукачево, Перечин, Рахів, Севлюш, Свалява, Тересва, Тачеве, Ужгород і Нижні Верецьки) і два міста зі статусом округ (Мукачево та Ужгород).